# Phillip Tahmindjis
Phillip Tahmindjis (Kensington, 7 februari 1968) is een Australisch voormalig langebaanschaatser. Hij deed mee aan 3 olympische spelen, 3 allround wereldkampioenschappen en 4 wereldkampioenschappen sprint.

## Persoonlijke Records
| Afstand     | Tijd     | Datum            | Baan    |
| ----------- | -------- | ---------------- | ------- |
| 500 meter   | 38.67    | 20 maart 1993    | Calgary |
| 1000 meter  | 1:14.97  | 20 november 1993 | Calgary |
| 1500 meter  | 1:55.65  | 20 maart 1993    | Calgary |
| 5000 meter  | 6:57.91  | 29 december 1990 | Calgary |
| 10000 meter | 14:58.00 | 29 december 1990 | Calgary |

## Olympische Spelen
Phillip Tahmindjis deed mee aan de olympische winterspelen van Calgary 1988, Albertville 1992 en Lillehammer 1994. 

### Calgary 1988
| Resultaten | Resultaten | Resultaten |
| Onderdeel  | Tijd       | Eindstand  |
| ---------- | ---------- | ---------- |
| 1000 meter | 1:16.38    | 31e        |
| 1500 meter | 1:57.63    | 32e        |

### Albertville 1992
| Resultaten   | Resultaten | Resultaten        |
| Onderdeel    | Tijd       | Eindstand         |
| ------------ | ---------- | ----------------- |
| 1000 meter   | 1:18.77    | 38e               |
| 1500 meter   | 2:02.08    | 38e               |
| 5000 meter   | 7:26.56    | 25e               |
| 10.000 meter |            | Gediskwalificeerd |

### Lillehammer 1994
| Resultaten | Resultaten | Resultaten |
| Onderdeel  | Tijd       | Eindstand  |
| ---------- | ---------- | ---------- |
| 1000 meter | 1:16.29    | 37e        |
| 1500 meter | 1:57.59    | 36e        |

## Wereldkampioenschappen
Phillip Tahmindjis deed mee aan de wereldkampioenschappen allround van Innsbruck 1990 (32e), Heerenveen 1991 (30e) en Calgary 1992 (28e). Hij deed mee aan de wereldkampioenschappen sprint van Sainte Foy 1987 (diskwalificatie), Heerenveen 1989 (28e), Ikaho 1993 (28e) en Calgary 1994 (diskwalificatie).